# Pierre Quinon
Pierre Quinon, född den 20 februari 1962 i Lyon, Frankrike, död 17 augusti 2011 i Hyères, var en fransk friidrottare inom stavhopp.
Han tog OS-guld i stavhopp vid friidrottstävlingarna 1984 i Los Angeles.